# 동진 성제
진 현종 성황제 사마연(晉 顯宗 成皇帝 司馬衍)은 동진의 제3대 황제이다. 명제의 아들이며 자는 세근(世根)이다.

## 생애
325년에 명제가 죽자 5살의 나이로 즉위했다. 성제가 어렸기 때문에 태후가 국정을 처리했다.
336년에 두예(杜乂)의 딸인 두릉양(杜陵陽)을 황후로 삼았다. 341년에 황후 두릉양이 죽었다.

## 황자
- 애제 비(丕)
- 폐제 혁(奕)

## 기년
| 성제        | 원년                           | 2년        | 3년        | 4년        | 5년        | 6년        | 7년        | 8년        | 9년        | 10년            |
| ----------- | ------------------------------ | ---------- | ---------- | ---------- | ---------- | ---------- | ---------- | ---------- | ---------- | --------------- |
| 서력 (西曆) | 326년                          | 327년      | 328년      | 329년      | 330년      | 331년      | 332년      | 333년      | 334년      | 335년           |
| 간지 (干支) | 병술(丙戌)                     | 정해(丁亥) | 무자(戊子) | 기축(己丑) | 경인(庚寅) | 신묘(辛卯) | 임진(壬辰) | 계사(癸巳) | 갑오(甲午) | 을미(乙未)      |
| 연호 (年號) | 태녕(太寧) 4년 함화(咸和) 원년 | 2년        | 3년        | 4년        | 5년        | 6년        | 7년        | 8년        | 9년        | 함강(咸康) 원년 |
| 성제        | 11년                           | 12년       | 13년       | 14년       | 15년       | 16년       | 17년       |            |            |                 |
| 서력 (西曆) | 336년                          | 337년      | 338년      | 339년      | 340년      | 341년      | 342년      |            |            |                 |
| 간지 (干支) | 병신(丙申)                     | 정유(丁酉) | 무술(戊戌) | 기해(己亥) | 경자(庚子) | 신축(辛丑) | 임인(壬寅) |            |            |                 |
| 연호 (年號) | 2년                            | 3년        | 4년        | 5년        | 6년        | 7년        | 8년        |            |            |                 |